# Gnathia steveni
Gnathia steveni är en kräftdjursart som beskrevs av Menzies 1962. Gnathia steveni ingår i släktet Gnathia och familjen Gnathiidae. Inga underarter finns listade i Catalogue of Life.